# Eleodes tricostata
Eleodes tricostata es una especie de escarabajo del género Eleodes, tribu Amphidorini, familia Tenebrionidae. Fue descrita científicamente por Say en 1824.
Se mantiene activa durante todos los meses del año.

## Descripción
Mide 13-23 milímetros de longitud.

## Distribución
Se distribuye por México, Canadá y Estados Unidos.